# Muerte de Elijah McClain
Elijah Jovan McClain (25 de febrero de 1996 - 30 de agosto de 2019) fue un hombre negro estadounidense de 23 años de Aurora, Colorado, que murió luego de que paramédicos le inyectaran ilegalmente  500 mg de ketamina mientras era detenido a la fuerza por agentes de policía. Sufrió un paro cardíaco y murió seis días después en el hospital. McClain había salido de una tienda de conveniencia y se dirigía hacia su casa cuando fue abordado por la policía. Tres policías y dos paramédicos fueron acusados de su muerte. Tanto los paramédicos como uno de los oficiales fueron condenados por homicidio negligente. Los otros dos oficiales fueron absueltos de todos los cargos.
El 24 de agosto de 2019, tres agentes de policía de Aurora confrontaron a McClain luego de recibir una llamada hecha por un ciudadano de Aurora. La llamada era sobre una persona desarmada usando un pasamontañas que se veía "sospechosa". Los tres agentes de policía que estuvieron involucrados en el incidente (Nathan Woodyard, Jason Rosenblatt y Randy Roedema)  dijeron que sus cámaras corporales se cayeron durante el altercado con McClain. McClain fue inmovilizado a la fuerza contra el suelo con las manos esposadas a la espalda, tras lo cual Woodyard le aplicó dos veces una llave de estrangulamiento. Al llegar, los paramédicos Jeremy Cooper y Peter Cichuniec le administraron a McClain ketamina (luego se determinaría que la cantidad había sido superior la dosis terapéutica) para sedarlo. Durante el incidente, McClain sufrió un paro cardíaco. Tres días después de llegar al hospital, fue declarado con muerte cerebral y el 30 de agosto se le retiró el soporte vital.
La autopsia inicial de McClain no fue concluyente y la causa de la muerte fue catalogada como indeterminada. Los oficiales de policía de Aurora se reunieron con el forense antes de su anuncio, y los investigadores policiales también estuvieron presentes durante la autopsia. Como resultado de una demanda presentada por varias agencias de noticias, en septiembre de 2022 se publicó un nuevo informe de autopsia que mostraba la causa de la muerte como "complicaciones en la administración de ketamina después de una restricción forzosa".
El 24 de junio de 2020, hubo protestas masivas en Denver y Aurora debido al caso. Luego de que los legisladores solicitaran una nueva investigación independiente sobre la muerte de McClain, el gobernador de Colorado, Jared Polis, anunció que su administración reexaminaría el caso. Cinco días después, se descubrieron fotografías tomadas en octubre de 2019, en el mismo lugar donde McClain fue agredido y asesinado. Las fotografías mostraban a los oficiales posando de manera inapropiada y recreando la llave paralizante utilizada en McClain. Un oficial, Jaron Jones, renunció. Tres más (Erica Marrero, Kyle Dittrich y Jason Rosenblatt) fueron despedidos.
En febrero de 2021 se publicó un reporte investigativo ordenado por el ayuntamiento de la ciudad. El informe señala que los agentes de policía implicados en la muerte de McClain no tenían base legal para detenerlo, someterlo o registrarlo. Además, el informe cuestionó las declaraciones de los agentes de policía, criticó la decisión de los paramédicos de inyectarle un sedante a McClain y reprendió al departamento de policía por no interrogar seriamente a los agentes tras la muerte de McClain.
En septiembre de 2021, los tres agentes de policía (Woodyard, Rosenblatt y Roedema) y dos paramédicos (Cooper y Cichuniec) fueron arrestados y acusados de homicidio involuntario junto con otros cargos menores por la muerte de Elijah McClain. Nathan Woodyard fue juzgado el 17 de octubre de 2023, y fue declarado inocente el 6 de noviembre. Por otro lado, Rosenblatt fue absuelto de todos los cargos, incluido el de homicidio imprudente y agresión.
El 12 de octubre de 2023, Roedema fue declarado culpable de los cargos de homicidio por negligencia criminal y agresión. El 5 de enero de 2024, el juez de distrito Mark Warner lo condenó a 200 horas de servicio comunitario y 14 meses en la cárcel del condado de Adams con posibilidad de libertad condicional.
El juicio de los paramédicos Jeremy Cooper y Peter Cichuniec comenzó el 29 de noviembre de 2023. El 22 de diciembre, un jurado de Colorado declaró culpables de homicidio por negligencia a los dos paramédicos involucrados en la muerte de McClain. Se encontró que la administración ilegal de medicamentos por parte de Peter Cichuniec a McClain fue un factor clave que contribuyó a su muerte. El 1 de marzo de 2024, Cichuniec recibió la sentencia mínima obligatoria de cinco años de prisión, y el 26 de abril, Cooper fue sentenciado a cuatro años de libertad condicional. El 14 de septiembre la sentencia de Cichuniec fue reducida a cuatro años de libertad condicional.

## Contexto
Elijah McClain era un masajista con aproximadamente cuatro años de experiencia. Vivía en un apartamento con su primo cerca del lugar donde fue detenido. Nunca había sido arrestado ni acusado de ningún delito. Sus amigos y familiares lo describieron como "espiritual, pacifista, excéntrico, vegetariano, deportista, una persona que buscaba la paz y era extremadamente gentil".
La madre de McClain, Sheneen, se mudó con su familia de seis a Aurora huyendo de la violencia de las pandillas en Denver. Dijo que Elijah fue educado en casa y que desde temprana edad pudo ver que era "intelectualmente dotado, pero ferozmente independiente". Siendo todavía adolescente, aprendió por su cuenta a tocar el violín y la guitarra. Durante las pausas del almuerzo, tocaba sus instrumentos en los refugios de animales para calmar a los animales abandonados. Sus amigos decían que su gentileza con los animales se extendía también a los humanos. Uno de sus clientes lo recordó como "la persona más dulce y pura que he conocido. Definitivamente era una luz en medio de mucha oscuridad". Un conocido dijo: "Creo que ni siquiera era capaz de poner trampas para ratones cuando tenía problemas de roedores".
A pesar de las especulaciones, McClain nunca fue diagnosticado formalmente con autismo según su familia. Sin embargo, las personas negras autistas a veces han dicho que se identifican con él.

## Asesinato
En la noche del 24 de agosto de 2019, una persona de Aurora llamó al 9-1-1 para informar que había un hombre cerca de Billings Street y Evergreen Avenue caminando hacia el sur por Billings Street con un pasamontañas y agitando los brazos. La persona que llamó afirmó que no creía que la hombre estuviera armado y que no creía que alguien estuviera en peligro inmediato. Después del incidente, los amigos de McClain especularon que este movimiento de brazos se debía simplemente a que McClain estaba bailando, ya que se cree que estaba escuchando música en el momento de la llamada. McClain estaba bien abrigado y llevaba un pasamontañas porque tenía una enfermedad circulatoria que le hacía enfriarse fácilmente.
Según el informe policial, agentes de policía acudieron al lugar y confrontaron a McClain, el cual se resistió. Los agentes Woodyard y Rosenblatt oyeron al agente Roedema gritar "¡Va por tu arma!". Un abogado que representa a la familia de McClain dijo que los agentes involucrados estrellaron a McClain contra una pared inmediatamente después de detenerlo. Roedema dijo que McClain "estiró la mano y agarró la empuñadura del arma de Rosenblatt que estaba enfundada". Hay versiones contradictorias sobre el alegato del oficial de que McClain intentó tormar su arma. Relatos posteriores ofrecen versiones diferentes sobre cuál arma intentó agarrar McClain. En las cámaras corporales no se ve ningún intento de McClain de agarrrar un arma, a lo cual los oficiales respondieron que todas sus cámaras se habían caído al suelo. Sin embargo, una fuente de noticias afirmó que "si miras el video a partir del minuto 15 (advertencia: contiene contenido violento y perturbador), verás que alguien toma la cámara corporal y la apunta hacia McClain y hacia uno de los oficiales, luego la deja caer al pasto y alrededor del minuto 15:34, uno de los oficiales parece decir: 'Deja tu cámara allí'".
Los tres agentes de policía sujetaron a McClain contra el piso por 15 minutos. McClain se mostraba claramente angustiado mientras estaba inmovilizado, sollozando y diciendo repetidamente "No puedo respirar ". Vomitó varias veces, por lo que se disculpó diciendo: "Lo siento. No quería hacer eso, no puedo respirar bien". Mientras los brazos de McClain estaban esposados detrás de su espalda, Woodyard le aplicó una llave de control carotídeo, que corta intencionalmente el flujo de sangre al cerebro al comprimir las arterias carótidas en el cuello, dejando a McClain brevemente inconsciente. Uno de los oficiales usó su perro policía para amenazar a McClain diciéndole que lo mordería mientras este yacía esposado e inmovilizado en el suelo.
Mientras McClain se encontraba inmovilizado, otros oficiales llegaron a la escena. En el audio de la conversación se les escucha diciendo que McClain estaba "actuando como un loco", que "definitivamente estaba bajo los efectos de algo" y que cuando intentaron contenerlo, McClain los había atacado con una "fuerza increíble". También dijeron que en un momento dado, tres oficiales estaban encima de McClain, que medía 5”6 (1,68 m) y pesaba 140 libras (63,5 kg). Los paramédicos le inyectaron 500 mg de ketamina —cuando los protocolos locales estipulan una dosis de alrededor de 320 mg a 350 mg para un individuo de su peso— como sedante para el delirio agitado. Luego, McClain fue trasladado a la ambulancia. El médico que le administró la ketamina notó que el pecho de McClain "no se movía y no tenía pulso". Fue declarado con muerte cerebral el 27 de agosto y murió tres días después, el 30 de agosto de 2019.
En el altercado, las cámaras corporales de los oficiales se despredieron de sus uniformes, pero el audio continuó grabándose. En un momento de la grabación, cuando una de las cámaras todavía estaba colocada en el uniforme de un oficial, se puede escuchar a otro oficial diciéndole que moviera su cámara. El abogado que representó a la familia de McClain acusó a los oficiales de quitarse deliberadamente sus cámaras corporales para apoyar una acusación falsa de que McClain había tomado un arma, aunque no se encontraron pruebas de ello durante la investigación posterior.

### Últimas palabras
De acuerdo al audio de la cámara corporal, estas fueron las últimas palabras de McClain mientras era inmovilizado por agentes de policía: 
No puedo respirar. Tengo mi identificación aquí. Mi nombre es Elijah McClain. Esa es mi casa. Ya me iba a casa. Soy introvertido. Simplemente soy diferente. Eso es todo. Lo siento mucho. No tengo armas. Yo no hago esas cosas. Yo no peleo. ¿Por qué me están atacando? ¡Ni siquiera mato moscas! ¡No como carne! Pero yo no juzgo a la gente, no juzgo a la gente que come carne. Perdónenme. Lo único que intentaba hacer era mejorar. Lo haré. Haré cualquier cosa. Sacrificar mi identidad, lo haré. Todos son fenomenales. Son hermosos y los amo.Traten de perdonarme. Tengo el genio de Géminis. Lo siento. Lo siento mucho. ¡Ay, eso realmente dolió! Todos son muy fuertes. El trabajo logra grandes resultados. [después de vomitar] Oh, lo siento, no quería hacer eso. Es solo que no puedo respirar correctamente.

### Informe del forense
Según el primer informe de autopsia publicado en noviembre de 2019 por la oficina forense del condado de Adams, la causa exacta de la muerte de McClain no se pudo determinar, por lo tanto se catalogó como indeterminada. El doctor Stephen Cina, forense del condado, declaró que la causa de muerte podría haber sido un accidente debido a una reacción idiosincrásica a un medicamento. También dijo que podría haber sido un homicidio si la llave aplicada por los oficiales contribuyó a su muerte. Por último, dijo que la muerte podría haber sido "natural si (McClain) tenía una enfermedad mental no diagnosticada que haya causado un delirio agitado, si su intenso esfuerzo físico combinado con una arteria coronaria estrecha provocó una arritmia, si tuvo un ataque de asma o si aspiró vómito mientras estaba inmovilizado. ” 
El forense afirmó que el "esfuerzo físico" de McClain probablemente contribuyó a su muerte, "pero no está claro si las acciones del oficial también contribuyeron" y añadió que McClain recibió una "cantidad terapéutica" de ketamina.
Los oficiales del Departamento de Policía de Aurora se reunieron con el forense antes de que este último anunciara que la causa de muerte de Elijah McClain no pudo ser determinada. Los investigadores de policía de Aurora también estuvieron presentes durante la autopsia a pesar en ese momento varios oficiales del departamento estaban bajo investigación. Según un grupo nacional de médicos forenses, habría sido mejor buscar una segunda opinión para evitar un fallo indeterminado.

El 2 de septiembre de 2022, la forense en jefe del condado de Adams, Monica Broncucia-Jordan, anunció que el informe de autopsia de McClain había sido modificado en respuesta a nuevas evidencias encontradas por el gran jurado. A pedido de la Radio Pública de Colorado, se confirmó que la autopsia había sido actualizada para indicar que la causa de la muerte había sido "complicaciones en la administración de ketamina luego de una restricción forzosa", pero la forma de muerte todavía figuraba como "indeterminada" en lugar de "homicidio".
"La investigación sugiere que [McClain] recibió una dosis intramuscular de ketamina superior a la recomendada para su peso", se lee en el informe de autopsia de la forense en jefe del condado de Adams, Monica Broncucia-Jordan. "Además, luego de revisar todas las imágenes de las cámaras corporales se ve que el Sr. McClain quedó extremadamente sedado pocos minutos de recibir la inyección de ketamina. Cuando lo subieron la camilla, creo que el Sr McClain estaba presentando respiración agónica y un paro respiratorio era inminente. En pocas palabras, esta dosis de ketamina fue demasiado para este individuo y resultó en una sobredosis, a pesar de que sus niveles de ketamina en la sangre pueda considerarse como una concentración "terapéutica". Creo que el Sr. McClain probablemente estaría vivo si no fuera por la dosis de ketamina administrada".
El informe modificado también afirma que “no hay pruebas de que las lesiones causadas por la policía hayan contribuido a la muerte”. El informe original afirmaba que McClain no respondió “durante una interacción con la policía”. El informe fue modificado para decir que McClain no respondió “inmediatamente después de una interacción con la policía”.

## Investigación
El 28 de agosto de 2019, los tres agentes de policía de Aurora involucrados en la escena fueron puestos bajo licencia administrativa paga. El fiscal de distrito del condado de Adams, Dave Young, determinó más tarde que ninguno de los tres oficiales (Nathan Woodyard, Jason Rosenblatt y Randy Roedema  cometió ningún acto delictivo y no se presentaron cargos contra ellos. Las imágenes de la cámara corporal de la policía y el audio de la llamada inicial al 9-1-1 fueron publicados por el Departamento de Policía de Aurora el 22 de noviembre de 2019.
En febrero de 2020, el administrador de la ciudad de Aurora, Jim Twombly, anunció que comenzaría una Revisión de Incidentes Críticos para investigar cómo respondieron los departamentos de policía y bomberos durante el incidente. También anunció que abriría una auditoría para investigar si el Departamento de Policía de Aurora estaba cumpliendo con las políticas establecidas para las cámaras corporales. Por último, dijo que la Junta de Revisión de Fuerza había investigado el caso y había determinado que la fuerza aplicada durante el encuentro había sido apropiada de acuerdo a los estándares de entrenamiento dado a los oficiales.

### Peticiones y solicitudes de investigación
El 6 de junio de 2020, se creó una petición en línea para reabrir la investigación sobre la muerte de McClain, y más de 820.000 personas firmaron una solicitud para que los oficiales involucrados fueran retirados de sus funciones. Los miembros del Comité de Seguridad del Ayuntamiento de Aurora también solicitaron una investigación independiente del caso. El fiscal de distrito, Dave Young, dijo que estaba al tanto de la petición y comentó: "No abro investigaciones basadas en peticiones".
El 10 de junio, tres miembros del comité de políticas de seguridad pública de la ciudad le enviaron una carta al administrador de la ciudad, Jim Twombly, solicitando un nuevo vistazo "neutral e independiente" al caso de McClain. Twombly respondió diciendo que la ciudad ya había iniciado una revisión independiente de su muerte bajo la dirección de Eric Daigle, ex oficial de la policía estatal de Connecticut y abogado, que ahora asesora casos de uso de fuerza y temas relacionados. Los miembros del consejo respondieron diciendo que no estaban satisfechos con la elección de un ex oficial de policía: "No consideramos que Eric Daigle sea independiente y neutral debido a su larga carrera ejerciendo la ley. Necesitamos una revisión verdaderamente independiente".
El 26 de junio, un portavoz de la ciudad de Aurora anunció que los tres oficiales involucrados en el incidente habían sido reasignados a puestos en donde no aplicarían la ley, con el fin de proteger la seguridad de estos. Woodyard y Rosenblatt fueron trasladados el 13 de junio, mientras que Roedema fue trasladado el 20 de junio.
Para el 25 de junio, más de tres millones de personas habían firmado la petición exigiendo una investigación independiente de la muerte de McClain, y en esa fecha, el gobernador Jared Polis nombró un fiscal especial para investigar la muerte de McClain, anulando así las decisiones de Young y Twombly. También firmó una orden ejecutiva para que el Fiscal General, Phil Weiser, investigara y posiblemente procesara a los oficiales involucrados. Polis dijo en una declaración: "Elijah McClain debería estar vivo hoy, le debemos a su familia dar este paso y llevar a nivel estatal esta búsqueda de justicia a su nombre". Mari Newman, la abogada de la familia, comentó: "Finalmente un adulto responsable ha intervenido y gracias a Dios el gobernador ha demostrado algo de liderazgo".

### Investigan fotos inapropiadas
El 29 de junio, el jefe de policía interino anunció que varios oficiales habían sido puestos en licencia administrativa y estaban bajo investigación después de que aparecieran fotografías de ellos tomadas cerca del lugar donde McClain fue detenido. Las fotografías, tomadas en octubre de 2019, mostraban a los agentes de policía posando de forma inapropiada y recreando la llave de restricción utilizada en McClain antes de su muerte. En julio, tres oficiales fueron despedidos del departamento debido a las fotos, mientras que uno más renunció.
En una conferencia de prensa, la jefa de policía a cargo, Vanessa Wilson, dijo: "Si bien las acusaciones en este caso de asuntos internos no son criminales, son un crimen contra la humanidad y la decencia. Pensar siquiera en hacer algo así es incomprensible y es reprensible". En respuesta a una pregunta de los presentes, se refirió a aspectos del entrenamiento de los agentes y señaló: "No debería ser necesario enseñar esto. No hay formación para enseñar decencia humana".

### Cuestionamiento sobre el uso de ketamina
En Colorado, a los proveedores de servicios médicos de emergencia (EMS) se les permite usar ketamina para tratar un síndrome conocido como delirio agitado. Cuando los servicios médicos de urgencia llegaron al lugar del incidente, McClain ya estaba esposado e inmovilizado en el piso. Se puede escuchar a uno de los oficiales diciéndole al personal médico de emergencia que McClain estaba "actuando como un loco", que "definitivamente había consumido algo" y que los había atacado con una "fuerza increíble" cuando intentaron contenerlo. Los paramédicos le administraron una inyección de 500 mg (una jeringa llena de 5 ml) de ketamina y luego informaron haber estimado su peso en 220 libras (100 kg), peso para el cual 500 mg es una dosis adecuada. Según la información proporcionada a NBC por Aurora Fire Rescue, la dosis estándar de ketamina en una persona es de 5 miligramos por cada kilogramo de peso. El informe del forense indica que McClain medía 5 pies 6 pulgadas (1,7 m) de alto y pesaba 140 libras (63,5 kg). Eso significaría que la dosis correcta para una persona del tamaño de McClain habría sido de 320 miligramos.
La abogada de la familia de McClain, Mari Newman, dijo que los médicos no tenían derecho ni una razón válida para inyectarle ketamina a Elijah y pidió una investigación. El neurocientífico Carl Hart, director del departamento de psicología de la Universidad de Columbia, comentó: "No entiendo por qué alguien recetaría ketamina en esas circunstancias". La Asociación Médica Estadounidense, la Asociación Estadounidense de Psiquiatría y la Organización Mundial de la Salud no reconocen la condición conocida como delirio agitado. Paul Appelbaum, que supervisa los cambios en el principal manual de diagnóstico de psiquiatría, ha comentado que "el delirio agitado es ciencia incorrecta, basada en estudios defectuosos que surgieron durante la epidemia de cocaína de los años 1980". Carl Takei, un abogado de alto rango de la Unión Estadounidense por las Libertades Civiles que se especializa en prácticas policiales, dijo que "atribuir las acciones de una persona al delirio agitado puede crear una protección para oficiales que usan fuerza excesiva".
En diciembre de 2020, John Dickerson, del programa de televisión 60 Minutes, investigó el uso de ketamina en la muerte de McClain. Dickerson dijo que la comunidad médica es muy escéptica sobre el estatus del "delirio excitado" como condición médica real y dijo que le preocupa que este pueda ser usado como "un escudo para proteger policías con cargos por mala conducta". Dickerson habló con el fiscal de distrito del condado Dave Young, que tiene jurisdicción sobre Aurora. Young justificó el uso de ketamina y también señaló que el delirio agitado nunca fue descartado como causa de muerte. Por lo tanto, estaba convencido de que no podría ganar un caso contra los oficiales, porque "no se puede presentar un cargo de homicidio sin causa de muerte".

### Resultados de la investigación de febrero de 2021
El 22 de febrero de 2021 fueron publicados los resultados de una investigación independiente encargada por el Ayuntamiento  El informe concluyó que "la policía y los paramédicos de Aurora cometieron errores graves durante casi todo el transcurso de su interacción con Elijah McClain y los detectives encargados de investigar el incidente que llevó a la muerte del joven de 23 años exageraron los hechos para exonerar a los oficiales involucrados". El informe decía que la policía no tenía base legal para obligar a McClain a detenerse, tampoco para requisarlo o para usar una llave de estrangulamiento. También agregaba que los paramédicos no lo evaluaron adecuadamente ni midieron sus signos vitales. – ni siquiera intentaron hablar con él – antes de inyectarle ketamina. El informe también dijo que los detectives asignados para investigar el incidente no realizaron una investigación detallada después de su muerte. Según el informe:
El audio de la cámara corporal, el video limitado y las entrevistas de Major Crimes con los oficiales muestran dos historias  con un gran contraste. Las declaraciones de los oficiales en el lugar de los hechos y luego en las  entrevistas grabadas, sugieren una lucha violenta e implacable. El video limitado y el audio de las cámaras corporales revelan al Sr. McClain rodeado de oficiales, todos más grandes que él, gritando de dolor, disculpándose, explicándose y suplicando a los oficiales. " 
En 2020, la familia de McClain presentó una demanda contra la ciudad, varios agentes de policía, paramédicos y contra un director médico del departamento de bomberos. El motivo de la demanda fue una supuesta violación de los derechos civiles de McClain. La abogada de la familia, Mari Newman, dijo que el informe respalda las acusaciones de los demandantes. "Este es un total ataque a la ciudad de Aurora empezando por la detención ilegal que inició todo esto y por la conducta ilegal presente en todo momento". La madre de McClain expresó felicidad de que su hijo ya no apareciera como sospechoso en el informe sino más bien como la víctima de un crimen. Ella ha pedido que los paramédicos y los oficiales sean despedidos y procesados penalmente. En una declaración su padre dijo: "Este informe confirma lo que venimos diciendo desde el principio".

### Juicio de septiembre 2021
En septiembre de 2021, un gran jurado de Colorado acusó a los oficiales Roedema, Rosenblatt y Woodyard junto con los paramédicos Cooper y Cichuniec de 32 cargos en total. Estos incluían homicidio involuntario y homicidio por negligencia criminal. Además, Roedema y Rosenblatt fueron acusados cada uno de un cargo de agresión y un cargo de delito violento. Por su parte, Cooper y Cichuniec enfrentaron tres cargos de agresión y seis cargos de delito violento cada uno. En abril de 2022, las cinco personas se encontraban en libertad bajo fianza.

### Publicación del informe de autopsia corregido y sin censura
En septiembre de 2022, CPR News ( Colorado Public Radio ) presentó una demanda, a la que se unieron Associated Press ( AP News ), KCNC-TV, KDVR-TV, KMGH-TV, KUSA-TV y Denver7 argumentando que el informe de la autopsia corregido debería publicarse al público sin censura. El informe, sin censura, fue publicado el 24 de septiembre. La causa de la muerte, que anteriormente figuraba como "indeterminada", ahora aparecía como "complicaciones en la administración de ketamina después de una restricción forzosa". La manera de muerte seguía apareciendo como "indeterminada", tal como en el informe inicial.

### Juicios en 2023
En enero de 2023, se fijaron fechas para el juicio empezando el 11 de julio de 2023 para Roedema y Rosenblatt, el 7 de agosto de 2023 para Cooper y Chichuniec, y 18 de septiembre de 2023 para Woodyard. Los cinco se declararon inocentes en el tribunal del condado de Adams.
A fines de septiembre, el excapitán del Departamento de Policía de Aurora, Stephen Redfearn, testificó sobre el cambio del código del incidente de “persona sospechosa” a “agresión a un oficial”, pero sin investigar más el incidente. "Dijo que el sistema informático no tenía una categoría para intentar desarmar a un oficial". El grupo de derechos civiles NAACP del condado de Boulder afirmó que el cambio "huele a encubrimiento" y pidió al empleador actual de Redfearn, el Departamento de Policía de Boulder, que lo despida a él y a su jefe, el jefe Maris Herold, por contratarlo. El administrador de la ciudad de Boulder contraatacó, diciendo que la NAACP tergiversó los hechos y dijo que el cambio de código era una tarea administrativa estándar e inocua.
El 12 de octubre de 2023, Roedema, residente de Thornton, fue declarado culpable de los cargos de homicidio por negligencia criminal y agresión, mientras que Rosenblatt fue absuelto de todos los cargos en su contra, incluido homicidio imprudente y agresión. Roedema fue condenado a 14 meses de prisión en enero de 2024.
El juicio de Nathan Woodyard comenzó el 17 de octubre  Uno de los testigos de la fiscalía fue el instructor de policía Kevin Smyth, quien había testificado previamente en el juicio de los otros dos oficiales. Durante el juicio de Woodyard, Smyth testificó que los oficiales estaban entrenados para tomar en serio las afirmaciones de los sospechosos de no poder respirar, pero que tales quejas no siempre eran un signo de insuficiencia respiratoria. Según la fiscalía este testimonio contradecía su testimonio anterior. Los abogados de Woodyard argumentaron que los paramédicos que sedaron a McClain fueron responsables de su muerte. Los argumentos finales comenzaron el 3 de noviembre  El 6 de noviembre un jurado absolvió a Woodyard.
El juicio de Cooper y Cichuniec comenzó el 29 de noviembre de 2023. Durante el juicio, Cooper admitió que había calculado mal la cantidad de ketamina necesaria para sedar a McClain, lo que provocó la sobredosis fatal.
El 22 de diciembre de 2023, Cooper y Cichuniec fueron condenados por un jurado de Colorado por homicidio por negligencia criminal por su papel en la muerte de McClain. El jurado también declaró a Cichuniec culpable de agresión en segundo grado por su administración ilegal de drogas a McClain. El 1 de marzo de 2024, Cichuniec fue sentenciado a cinco años de prisión y tres años de libertad condicional y actualmente se encuentra encarcelado en el Centro Correccional Sterling.

## Protestas y conmemoraciones
En noviembre de 2019 se realizó una protesta muy pequeña en respuesta a la decisión del fiscal de distrito de no presentar cargos. La madre de McClain, Sheneen, tenía previsto participar, pero estaba demasiado afligida como para aparecer y hablar.
Después del asesinato de George Floyd, un movimiento de protesta nacional surgió en los Estados Unidos lo cual conllevó a un segundo evento en honor a McClain el 26 de junio de 2020. Uno de los organizadores del evento comentó que la familia McClain debe haber sentido que la muerte de su ser querido había sido en vano al ver las calles de Denver llenas de manifestantes apoyando a George Floyd, mientras que Elijah McClain parecía haber quedado en el olvido. Otro manifestante dijo: "Hoy estoy viendo todos sus rostros. Y a pesar de que todo esto es debido a George Floyd, si no resolvemos las atrocidades, los asesinatos y la brutalidad en Aurora, no tenemos derecho a manifestarnos a nombre de otra persona".
En junio de 2020, se pintó un mural conmemorativo en honor a McClain en Denver, Colorado, junto a los murales de George Floyd y Breonna Taylor.

### Protesta de violines
El 27 de junio de 2020, miles de personas se reunieron para un día de protestas y discursos y en la noche hubo un concierto de violín en Aurora City Center Park. Antes de que comenzara la protesta, la policía de Aurora emitió un comunicado a favor de la protesta pacífica, pero advirtieron sobre la presencia de "personas ajenas" cuyo objetivo era ser destructivos. Los edificios gubernamentales fueron protegidos y la policía observó la protesta desde los techos del Ayuntamiento y la biblioteca.
No se reportaron arrestos durante el día, aunque a las 3 p. m. miles de manifestantes cerraron ambos carriles de la carretera interestatal 225. Por la noche, muchas personas, incluidas familias con niños, comenzaron a reunirse en el City Center Park. Allí, varios músicos hicieron un círculo y empezaron a interpretar un concierto de violín en memoria de McClain, quien en vida había sido un violinista consumado. En ese momento, las fuerzas del orden declararon la protesta como una "reunión ilegal" y ordenaron a las personas abandonar el parque o serían dispersados con gas pimienta. Poco después, agentes de policía vestidos con equipo antidisturbios se adentraron en la multitud. Varios asistentes denunciaron el uso de humo y latas de gas. Según un comunicado de la policía, "se utilizó gas pimienta debido a un pequeño grupo de personas que juntaron piedras y palos, derribaron una valla e ignoraron las órdenes de retroceder". En varios videos se puede ver a los asistentes sentados en el césped, sin realizar ninguna de esas acciones.
Cinco asistentes a la protesta demandaron al Departamento de Policía de Aurora y a su jefe interino, acusándolos de trato inconstitucional. En su demanda también le exigieron al Departamento de Policía de Aurora que deje de usar agentes químicos, que deje de disparar proyectiles indiscriminadamente contra manifestantes, que solo se permita la dispersión de multitudes cuando haya un peligro inminente para los ciudadanos y que sea obligatorio para la policía mantener sus cámaras corporales encendidas todo el tiempo.
El 29 de junio de 2020, se celebró un evento en memoria de Elijah McClain en California. Fue organizado por Black Women Lead, tuvo lugar en The Laugh Factory Hollywood y se llamó "Vigilia con velas de violín por Elijah". El pequeño concierto se realizó al aire libre, los visitantes formaron un círculo alrededor del escenario y observaron a los músicos tocar. Entre los artistas se encontraban la violinista Lindsey Stirling, que interpretó su arreglo de la canción " Hallelujah", y el violinista y vocalista Sudan Archives .
Tras la muerte de McClain, se publicó una petición en el sitio web change.org, que pedía "Justicia para Elijah McClain". Rápidamente, la petición reunió suficientes firmas para convertirse en una de las tres peticiones más firmadas en el sitio junto con las de George Floyd y Breonna Taylor.

## Arresto de organizadores de protestas
Tras las protestas en el verano, el Departamento de Policía de Aurora arrestó a los organizadores vinculados al Partido Socialismo y Liberación entre otros grupos locales.  Los cargos iban desde "incitar disturbios" hasta "secuestro". Esto fue en respuesta a una protesta el 3 de julio, donde manifestantes rodearon la comisaría de policía de Aurora pidiendo que los oficiales responsables de la muerte de McClain fueran despedidos y acusados. El 17 de septiembre, los organizadores Russel Ruch, Joel Northam, Lillian House, Eliza Lucero, Trey Quinn y Terrance Roberts, fueron arrestados. Northam fue arrestado con la ayuda de un equipo SWAT y un vehículo blindado, mientras que Roberts fue detenido mientras corría. Otros fueron detenidos en sus casas o en el trabajo. Los cargos en contra de House, Northam y Lucero daban hasta para 48 años de prisión.
El 12 de marzo de 2021, el juez Leroy Kirby desestimó los cargos de secuestro contra House, Lucero y Northam, y señaló que de haber sido por él ni siquiera habría autorizado las órdenes de arresto para estas personas. El 4 de abril de 2021, el fiscal de distrito del condado de Arapahoe, John Keller, desestimó todos los cargos por delitos graves y delitos menores serios contra los manifestantes. El 6 de mayo de 2021, el fiscal de distrito del condado de Adams, Brian Mason, desestimó todos los cargos contra los manifestantes, afirmando que él tenía "la obligación ética de proceder únicamente con los cargos que [su] oficina podía probar y debía desestimar los cargos que [ellos] no podían probar". El 13 de septiembre de 2021, se retiraron todos los demás cargos contra House, Lucero y Northam.

## Demanda de derechos civiles
Posteriormente, la familia de McClain presentó una demanda por derechos civiles contra la ciudad de Aurora, Colorado. El 18 de octubre de 2021 se anunció un acuerdo preliminar de conciliación. El acuerdo finalizó el 19 de noviembre de 2021 luego de una audiencia de mediación en el Tribunal de Distrito de EE. UU. en el que la ciudad de Aurora acordó pagar $15 millones de dólares a la familia de McClain. 

## Mal uso de su imagen
Durante la guerra civil sudanesa (2023-presente), usuarios de redes sociales hicieron circular una foto que supuestamente era del líder Hemedti hospitalizado en Nairobi, Kenia. Esto fue desacreditado posteriormente y la imagen fue identificada como una foto de McClain que había sido editada. 